# Fabien Henry
 (octobre 2012).
Si vous disposez d'ouvrages ou d'articles de référence ou si vous connaissez des sites web de qualité traitant du thème abordé ici, merci de compléter l'article en donnant les références utiles à sa vérifiabilité et en les liant à la section « Notes et références ».
Fabien Henry est un marin et skipper français né le 27 novembre 1979. Spécialiste de la régate en équipage depuis 2001, il remporte à quatre reprises l'épreuve phare du circuit, le Tour de France à la voile (en 2001 en amateur et en 2005, 2007 et 2012 chez les professionnels). Skipper du bateau M34 Toulon Provence Méditerranée - COYCH, communément appelé TPM, il remporte en 2012 avec son fidèle équipage son troisième titre de Champion de France de course au large en équipage. Fabien est issu de la voile légère.

## Palmarès
- Régates en Équipage de 2001 à 2012 en Mumm et M34 :
  - 12 Participations au Tour de France à la voile
  - Quatre victoires sur le TFV : 2001 (en amateur), 2005, 2007 et 2012
  - Vice Champion du Monde en Mumm, 2005
  - 3 fois Champion de France de Course au Large en Équipage, 2005, 2007 et 2012
  - 2 fois vice-Champion de France de Course au Large en Équipage, 2003 et 2009
  - Vainqueur du Spi Ouest France Intermarché, Normandy Sailing Week, Eiffage TP Med Race en 2012
- Régates en Melges 24 de 2004 à 2010 :
  - Champion de France Monotype en 2010 en tant que tacticien
  - Vice-Champion de France Monotype en 2004 en tant que régleur
  - 7e du Championnat du Monde en 2006 en tant tacticien
  - 8e du Championnat d'Europe en 2009 en tant que tacticien
  - 10e du Championnat du Monde en 2010 en tant que régleur
- Régates en Voile légère, en LASER de 1998 à 2004 :
  - Préparation Olympique pour les JO d'Athènes de 1998 à 2004
  - Champion de France senior en 2003
  - Membre du Collectif France jeune de 1998 à 2002
  - Vice-Champion de France senior en 2001
- Autres :
  - Nommé au titre de Marin de l'année décerné par la FFVoile, en 2005
  - IRC : Vainqueur du circuit IRC en Méditerranée sur le Swan 42 PMSI PILOT en tant que navigateur en 2010
  - En 2008, Fabien a fait quatre Championnats en Décision 35 Julius Baer